# 必殺仕事人V
『必殺仕事人V』（ひっさつしごとにん ファイブ）は、1985年1月11日から7月26日まで、テレビ朝日系で毎週金曜日22:00 - 22:54に放送された、朝日放送と松竹（京都映画撮影所、現・松竹撮影所）共同製作のテレビ時代劇。全26話。主演は藤田まこと
必殺シリーズの第23作、必殺仕事人シリーズの第5作、中村主水シリーズの第11作である。

## 概要
このシリーズより、組紐屋の竜を演じる京本政樹と花屋の政を演じる村上弘明が登場。ともに当時二十歳代で独身だった彼らは、前・主水シリーズまでの飾り職人の秀を演じる三田村邦彦と三味線屋の勇次を演じる中条きよしのコンビ以上にアイドル的人気を得た。なお村上は、前年放送の『必殺仕事人IV』第14話に政のパイロット版とも言える殺し屋小平次役としてゲスト出演している。
京本にとって、初の必殺シリーズへの出演となり、彼の存在が世間に広く知られたことで本作は特に有名ではあるが、前年の1984年に必殺シリーズと全く同じスタッフで作られた連続テレビドラマ『京都マル秘指令 ザ新選組』にレギュラー出演している。当時の京本は時代劇を中心に出演していたため、現代劇への出演依頼に当初は躊躇しつつも、かねてから自らがファンであった必殺シリーズへの出演の約束をプロデューサーらから提示され、それを条件に出演を果たした。
京本は当初、自分の役柄が秀と同じ「首筋刺し」の技を使う殺し屋と思い、技の型の研究などをして撮影に挑んだが、制作スタッフから勇次と同じ「絞殺型」の技を使う殺し屋役に決定したと聞き、非常に驚いたと言う。
なお政、竜とも、初登場は第1話の前週に放送されたスペシャル『必殺仕事人意外伝 主水、第七騎兵隊と闘う 大利根ウエスタン月夜』であり、同作が実質的な『仕事人V』の序章となっている。そのため、第1話開始の時点で既に政、竜の新規組と主水、加代ら継続組は仲間になっている設定である。
コメディリリーフとして、相変わらず順之助に迫るオカマの玉助に加え、順之助の親が決めた許嫁のお新が登場し、順之助を巡って、二人のいさかいとなる場面が毎回挿入された。
第9話「主水、キン肉オトコに会う」では当時、大ブームとなった漫画『キン肉マン』の作者、ゆでたまごの二人がゲスト出演した。シリーズのファンである二人と藤田の雑誌対談が出演のきっかけとなった。ゆでたまごは1シーンだけのカメオ出演ではなく、この回のメインゲストであり、仕事人たちにこの世で晴らせぬ恨みを託し、死ぬまでを演じている。
本放送時期に上映された映画『必殺! ブラウン館の怪物たち』の撮影で、竜役の京本が右脚を骨折。本作の撮影にも支障を来たすこととなり、第21話以降、竜の出演シーンは仕事料の分配と殺しの場面のみとなり、京本自らの嘆願により、大竹修造が代役で竜の全身シーンを演じた。この影響もあり従来の仕事人シリーズより短い全26話で終了となった。
最終回となった第26話「主水、下町の玉三郎と出会う」は次々作『必殺仕事人V・激闘編』で、はぐれ仕事人・弐を演じる梅沢富美男が、仕事人・早変わりの梅富役でゲスト出演した。また、『必殺仕事人2015』以降、仕事人・瓦屋の陣八郎役でレギュラー出演する遠藤憲一が悪役として出演している。

## あらすじ
ある一家の恨みを晴らすため、主水、加代、順之助、おりく、組紐屋の竜、花屋の政が下総での大仕事を完遂してから、数カ月後。主水のグループに竜、政が加入。新生「仕事人」グループが誕生した。

## 登場人物

### 仕事人
中村主水
演 - 藤田まこと
南町奉行所の定町廻り同心。表と裏の投げやりな態度は相変わらずだが、竜と政を仲間に加え、仕事に挑む。
何でも屋の加代
演 - 鮎川いずみ
何でも屋で、仕事人の密偵。本作から金儲けはより一層一段とがめつくなり、人を踏み台にした外道まがいの商売も平気でやる、(情にもろい仕事人Ⅳ前半までとは違って)情の欠片も無い誇張した守銭奴的キャラとして描写されている。一時期は首にギプスを巻いていた（第8話 - 9話）。
第4話以降は殺しの衣装に着替えて出陣する。最後の仕事を終えた後は主水に見送られ、江戸を去って行った。（第26話）
組紐屋の竜
演 - 京本政樹
組紐屋。中性的な外見の青年。伊賀の忍 九十九一族の出身で抜け忍となり、江戸に渡って来た。
里の忍たちが自身を狙っていることを知った際は主水たちに迷惑を掛けたくないという一心で敢えて無愛想になり、江戸を抜けようとしたが主水たちの協力で忍者軍団と戦い、九十九一族を葬った（第12話）。
最後の仕事を終えた後は主水に見送られ、江戸を去って行った（第26話）。
花屋の政
演 - 村上弘明
花屋。加代の借家の一階に住み、加代に花屋の商売を手伝わせることがある。主水たちと組む前は竜とコンビを組み、裏の仕事を請け負っていた。
情に流されやすいが初期は嫌味な部分があった。曲がったことを嫌う熱血漢で自身の身内が殺された時などは一人で暴走して、主水と対立することがあった。
最後の仕事の際は殺害相手を警護していた御庭番に顔を見られ、命を狙われたが生き延びた。その後は主水、加代、竜が集まった場所に姿を見せて旅立った。（第26話）
西順之助
演 - ひかる一平
西洋医学所に合格する為に日々、勉学に励む受験生。許婚のお新と玉助の執拗な求愛に辟易している。加代と同じく、第4話以降は殺しの衣装に着替えて出陣する。
最終話で西洋医学所の試験に合格したのを機に仕事から外されるが、加代と合流して最後の仕事を遂行。その後は長崎へ留学するために江戸を去るが遠くから他の仲間の旅立ちを一人で見送っていた。
おりく
演 - 山田五十鈴
仕事人の元締。今回は三味線屋を営まず、流しの三味線弾きとなっている。家も勇次と住んでいた店ではなく、荒れ寺に住んでいる。第11話を最後に姿を消す。
映画『必殺! ブラウン館の怪物たち』には登場している。裏の仕事のために京都へ旅立つが江戸の元締に先手を打つ為、江戸へ一足先に戻っており、異人屋敷での死闘に参戦していない。

### その他
中村せん
演 - 菅井きん
主水の姑。あいかわらず婿養子の主水をいびるが、第24話では主水に怒られてしまう。
中村りつ
演 - 白木万理
主水の妻。せんとともに、婿養子の主水をいびる。
筆頭同心 田中
演 - 山内としお
南町奉行所の筆頭同心で、主水の上司。いつも主水に怒鳴っている上、面倒な仕事は主水に押し付けている。
中性的な喋り方だがオカマという自覚はなく、第5話で玉助に懐かれた際はその気持ち悪さに引き気味であった。
溝呂木頼母
演 - 妹尾友信
南町奉行所の定町廻り同心。上司の田中が何か言うごとに「おっしゃる通りです」とお追従を並べる腰巾着的存在で、主水にとっては迷惑な人物。
ただし主水を嫌っている訳ではなく、主水の意見に賛同することもある。
玉助
演 - 梅津栄
前作『必殺仕事人IV』から引き続き登場。順之助に付きまとうオカマの中年男性で、本作では神出鬼没に磨きが掛かり、様々な変装で現れるようになった。
順之助の受験合格には喜んでいたが塾に来ることは無いと知り、悲しんだ。怒ると男の自我を取り戻して怖い一面を見せる。
お新
演 - 灘陽子
順之助の両親が決めた許婚。早熟で色事に興味を持ち、お医者さんごっこと称して順之助に迫っては迷惑がられる。
順之助の前ではお淑やかな娘を装うが勝気な性格で腕っ節も強く、玉助が現れると本性をむき出しにした取っ組み合いの痴話喧嘩となることがあった。
西順庵
演 - 溝田繁
西巴
演 - 三浦徳子

### ゲスト
第1話「主水、脅迫される」
- 井出文之進 - 草川祐馬
- お光 - 菊地優子
- 近藤清太郎 - 井田弘樹
- 金太 - 山崎修
- 悟助 - 斉木新吾
- 弥市 - 国枝伸之介
- 水野京平 - 西尾峰人
- 港屋喜平 - 加治春雄
- おその - 森篤子
- 大久保主税 - 土井健守
- 女 - 松本やよい

第2話「主水、混浴する」
- お甲 - 上村香子
- 藤七 - 小野進也
- お弓 - 角倉清美
- 永瀬 - 五味龍太郎
- 八木原 - 丘路千
- 伊勢屋弥平 - 中田光彦
- 娘たち - 松村直美
- 娘たち - 勝山純子
- 娘たち - 勇家寛子
- 巳吉 - 東悦次

第3話「加代、ゴリムリンを売る」
- お久 - 中本美鈴
- 孫七 - 戸浦六宏
- 鳴門屋 - 西山辰夫
- 妙心尼 - 志乃原良子
- 陣十郎 - 玉村駿太郎
- 朝吉 - 白井滋郎
- 格之進 - 福本清三
- 孫七の女房 - 星野美恵子
- 女中 - 依田美加
- お君 - 奥田由加
- 客 - 日向はじめ
- 客 - 東田達夫

第4話「主水 家をしめ出される」
- 下山 - 石濱朗
- お直 - 小田かおる
- 白雲道人 - 花紀京
- 玄円 - 北九州男
- 円了 - 大島宇三郎
- お志乃 - 田中千恵
- 目付 - 森源太郎
- 与力 - 伊波一夫
- 女ごろつき - 岡田雅江
- 女ごろつき - 岡本さとみ
- 同心 - 松尾勝人
- 同心 - 東田達夫
- 上さん - 香住美弥子
- 遣り手 - 山村嵯都子

第5話「主水、奉行所の人員整理にあわてる」
- 瀬川 - 山本紀彦
- お京 - 野際陽子
- 鬼平次 - 井上昭文
- 弥助 - 伊庭剛
- 同心 - 松尾勝人（2回目）
- 同心 - 加藤正記
- 岡っ引き - 真田実
- お妙 - 池内美紀

第6話「りつ、減量する」
- 儀ヱ門 - 八名信夫
- おはる - 森永奈緒美
- 猪之吉 - 成瀬正
- 銀次 - 高峰圭二
- 渡世人 - 岩尾正隆
- 浪人 - 有川正治
- 玄心 - 伴勇太郎
- 勘太 - 笹木俊志
- おたね - 島村晶子
- 弥吉 - 寺下貞信
- 宗匠 - 浜田雄史
- 行商人 - 和田昌也
- 女形 - 大迫ひでき
- 瓦版屋 - 平井靖
- 嘉ヱ門 - 森次晃嗣

第7話「主水、生体解剖に腰を抜かす」
- 源庵 - 草薙幸二郎
- 幸兵衛 - 外山高士
- お君 - 川田あつ子
- 弥助 - 小林芳宏
- 良庵 - 須永克彦
- 仙三 - 田畑猛雄
- お峰 - 鳴尾よね子
- 母親 - 三笠敬子
- 女の子 - 大井利江
- 年増女 - 宮本毬子
- 塾生 - 土井健守
- 塾生 - 古城逞
- 男 - 平井靖（2回目）
- 倉田 - 増田良二
- 留吉 - 重久剛一
- 東舟 - 石倉英彦
- 小太郎 - 湯口和明
- 棟粱 - 伝法三千雄

第8話「加代、モグラ男夫婦にあてつけられる」
- 石亀 - 斉藤清六
- お絹 - 萬田久子
- 丸塚の留五郎 - 丹古母鬼馬二
- 名張屋の矢源太 - 黒部進
- 勘太 - 広瀬義宣
- 権八 - 野上哲也
- おかみ - 藤山喜子
- 長屋の女 - 沢田美恵子
- 長屋の女 - 前川恵美子
- 手下 - 加藤正記
- 手下 - 大迫ひでき

第9話「主水、キン肉オトコに会う」
- 松之助 - 嶋田隆司（ゆでたまご）
- 竹吉 - 中井義則（ゆでたまご）
- 上林 - 上野山功一
- 梅太郎 - 高石太
- 三谷 - 芝本正
- 上州屋 - 大木悟郎
- 原田 - 筑波健
- 瓦版屋 - 松尾勝人（3回目）
- 上さん - 香住美弥子
- 侍 - 扇田喜久一
- 侍 - 伊藤克美
- おみよ - 本阿弥周子

第10話「主水 ヘソクリを盗まれる」
- 綾乃 - 塩沢とき
- 三野田伊織 - 川合伸旺
- 森田屋利平 - 石山律雄
- 梶木仙十郎 - 大下哲矢
- お袖 - 生田智子
- 大和屋徳兵衛 - 牧冬吉
- 番頭 - 松田明
- 無頼の徒 - 白川浩二郎
- 無頼の徒 - 滝譲二
- 無頼の徒 - 諸木淳郎
- 同心 - 真田実
- 野次馬 - 川上哲
- 野次馬 - 松本圭昌
- ならず者 - 三浪郁二
- ならず者 - 蓮一郎

第11話「主水、送別会費を全額盗まれる」
- 飴売り（双つ頭の海蛇） - 藤木悠
- 権三 - 草薙良一
- 兵六 - 大橋壮多（2回目）
- おはん - 酒井葉子
- 伊造 - 司裕介
- 白不動 - 玉生司朗
- 隠密同心 - 花岡秀樹
- 蕎麦屋の夫婦 - 伊波一夫（2回目）
- 蕎麦屋の夫婦 - 紅かおる
- 姉 - 吉野久美子
- 妹 - 福島由起
- 大店の主人 - 窪田弘和
- 母親 - 松本光樹
- 子供 - 太田彩美
- 番頭 - 泉祐介
- 武士 - 真田実
- 浦島亀吉 - 有島一郎

第12話「組紐屋の竜 忍者と闘う」
- 長 - 石橋雅史
- 野猿 - 河原崎建三
- 初音 - 野平ゆき
- おばば- 香月京子
- 菊丸- 中嶋俊一
- おたえ- 世利ゆかり
- 小源太 - 山本弘
- 六郎次 - 衛藤政治
- 丑松 - 伊藤克美
- 番頭 - 遠山二郎
- 茂兵衛 - 伊波一夫（3回目）
- 若い娘 - 竹村仁美
- 若い娘 - 真城都子
- 若い娘 - 大原ミキ
- 村人 - 三ツ星東美
- 村人 - 丸尾好広

第13話「主水、ヒヒ退治する」
- 青柳市兵衛 - 浜田晃
- 伝次 - 森下哲夫
- 大黒屋宗兵衛 - 高野真二
- お小夜 - 山口千枝
- 武州候 - 須永克彦（2回目）
- 雲州候 - 高橋仁
- お美代 - 三宅明美
- 女達 - 西村京子
- 女達 - 網岸真実
- 子分 - 東田達夫

第14話「主水、上役の田中と出張する」
- 岩鬼典膳 - 山本昌平
- 雲井 - 内田勝正
- 小沼 - 伊吹徹
- 高倉 - 野口貴史
- おちか - 井上ユカリ
- おとよ - 河東けい
- 師範 - 柳原久仁夫
- 勘太 - 多々納斉
- 門弟 - 山下勝玄
- 門弟 - 道岡敏久

第15話「主水、いじめられっ子になる」
- 越後屋七兵衛 - 遠藤征慈
- 八重 - 二宮さよ子
- 佐助 - 伊藤高
- 倉沢 - 小池雄介
- おこう - 桃山みつる
- ゆき - 野口一美
- お光 - 駒田真紀
- おひさ - 小林泉
- 女房 - 中塚和代
- 娘たち - 大和さおり
- 娘たち - 阪本谷麻由子
- 長屋の女 - 松本光樹
- 長屋の女 - 奥丁啓子
- 小間物屋 - 伊波一夫（4回目）
- 与太郎 - 横山ノック

第16話「主水、入院する」
- 不知火の荘右衛門 - 金田龍之介
- 国太郎 - 小川晃志郎
- 五郎左 - 千波丈太郎
- 仙之助 - 大竹修造
- 吉次 - 五十嵐義弘
- 六蔵 - 有川正治（2回目）
- 小間物屋の女主人 - 久仁亮子
- 主人 - 武田文雄
- 番頭 - 丸尾好弘（2回目）
- 手代 - 東田達夫
- 近所の女 - 岡田雅江

第17話「加代 子守唄を歌う」
- 勘助 - 本田博太郎
- 矢崎 - 宗方勝巳
- お葉 - 山田はるみ
- 銀次 - 下元年世
- 三吉 - 川上恭尚
- 与力 - 司祐介
- 同心 - 浜田雅史
- 女形 - 小船秋夫
- 娘 - 鈴木真由美
- 娘たち - 勝山純子
- 娘たち - 吉野久美子
- 娘たち - 筒井筒子
- 娘たち - 岡田雅江

第18話「花屋の政 ワル仕事人と闘う」
- お涼 - 賀来千香子
- 音吉 - 藤堂新二
- 辰蔵 - 外山高士
- 卯之吉 - 当銀長太郎
- 甚八 - 武井三二

第19話「加代、天才男と商売する」
- 木阿弥 - 丹波義隆
- 大黒屋徳兵衛 - 田口計
- 宗久 - 須藤健
- 佐理衛門 - 井上高志
- お千代 - 荒井路
- 小野寺主膳 - 西山辰夫（2回目）
- 瀬川 - 田中弘史
- 丑松 - 野上哲也

第20話「主水、田植えする」
- 弥平 - 大場順
- 仙次 - 増田再起
- 正太 - 池田直人
- 松五郎 - 五味龍太郎（2回目）
- おみち - 桐山まゆみ
- 花吉 - ホープ豊

第21話「組紐屋の竜 右足を傷める」
- ちよ美 - 仁和令子
- 一文字屋 - 高木二朗
- 天堂 - 原田高司
- 音松 - 大橋壮多（3回目）
- 駒吉 - 中嶋俊一
- 泉州屋 - 岡村嘉隆
- 浪人- 諸木淳郎
- 魚屋 - 平井靖（3回目）
- 伊助 - 伊藤克美
- 客引き女 - 岡田雅江

第22話「主水、イッキ飲みする」
- 梶原 - 中井啓輔
- お千加 - 有吉ひとみ
- 村岡 - 有田麻里
- お妙 - 中村容子
- 源庵 - 小竹林義一
- 文蔵 - 山本一郎

第23話「加代、五千両の金塊を拾う」
- 田倉勘助 - 島田順司
- 後藤伊三郎 - 原口剛
- 跡部 - 石山雄大
- のぶ - 斉藤絵里
- 銀三 - 白井滋郎

第24話「花屋の政 雷雨の中で闘う」
- 名良屋藤左衛門 - 近藤宏
- 清次 - 氏家修
- お品 - 大塚良重
- 丁字屋仙蔵 - 黒部進（2回目）
- 根岸左太夫 - 岩尾正隆（2回目）
- 紅林堂市兵衛 - 楠年明
- 八重 - 石倭裕子
- 手下 - 伊藤克美

第25話「主水、源氏と平家に泣かされる」
- 牛若 - 岡村菁太郎
- お静 - 香山まり子
- 重兵衛 - 田畑猛雄（2回目）
- 源九郎 - 中村錦司
- お徳 - 桃山みつる（2回目）
- 梶原 - 丘路千

第26話「主水、下町の玉三郎と出会う」
- 早変りの梅富 - 梅沢富美男
- 徳川宗孝 - 遠藤憲一
- お島 - 斉藤林子
- 田村郷八 - 唐沢民賢

## 殺し技
中村主水
悪人を油断させながら、一瞬の隙を付いて、脇差を相手の急所に刺す。第1話では、相手とのすれ違いざまに相手の脇差を抜き取り、それを使って止めを刺した。
本作では脇差の柄に被われている部分に仕込んだ刃で悪人の急所を刺す変則技を多用している。
予め柄の目釘を抜いた状態で、悪人にわざと自分の脇差を引き抜かせるように仕向け、悪人の手に柄だけが渡った瞬間に中から現れた刃で突き刺すという技も使用した。
組紐屋の竜
先に鈴の付いた赤と黒の二色の組紐を悪人の首筋目掛けて投げ、首に巻き付け、宙吊りにして吊り上げ、窒息死させる。相手によっては、二人同時に宙吊りにする大技も見せることがある。
仕事人狩りから逃れ、道具を持たずに訪れた温泉宿で偶然、出くわした悪人たちを仕置した際は例外的に、大道芸人の独楽の紐を使用した（第6話）。
台本では二色の組紐ではなく、五色の紐を絡めて窒息死させると記載されている 。
花屋の政
出陣の際にへし折った季節の花の枝で、悪人の首筋を突き刺す。
竜同様、温泉宿での仕事の際は咄嗟の機転で、氷柱を使用した（第6話）。
西順之助
前作同様、カタパルト型の投石器を使用。本作では電磁石機能を加え、パワーアップした。
電磁石は第15話以降、カートリッジ式からダイヤル式に変更になり、アームを変える必要がなくなった。
温泉宿での仕事の際は宿の庭にあった鹿威を、投石器の代用にした（第6話）。
おりく
三味線の撥で、悪人の咽喉を瞬時に斬り裂く。

## スタッフ
- 制作 - 山内久司（朝日放送）
- プロデューサー - 辰野悦央（朝日放送）、櫻井洋三（松竹）
- 脚本 - 吉田剛、篠崎好、保利吉紀、中原朗、林千代、鶉野昭彦、三田純市
- 音楽 - 平尾昌晃
- 監督 - 広瀬襄、八木美津雄、田中徳三、松野宏軌、黒田義之、津島勝、家喜俊彦
- ナレーション
  - 語り - 中村梅之助
  - 作 - 山内久司
- 協力 - エクラン演技集団、新演技座
- 製作協力 - 京都映画撮影所（現・松竹撮影所）
- 制作 - 朝日放送、松竹

## 主題歌
- 主題歌 - 藤田絵美子[20]「さよならさざんか」[21]（リバスターレコード）
作詞：宇山清太郎、作曲：平尾昌晃、編曲：竜崎孝路
次作『必殺橋掛人』でも引き続き使用された（歌詞は1番のまま変わらず）。
レギュラー出演者ではない歌手が歌ったのは金沢明子の「浜千鳥情話」以来。
- 挿入歌 - 京本政樹「哀しみ色の…」（ビクターレコード・インビテーションレーベル（現：JVCケンウッド・ビクターエンタテインメント））
作詞・作曲：京本政樹、編曲：大谷和夫

## 放送日程
| 話数   | 放送日        | サブタイトル                       | 脚本     | 監督       |
| ------ | ------------- | ---------------------------------- | -------- | ---------- |
| 第1話  | 1985年1月11日 | 主水、脅迫される                   | 吉田剛   | 広瀬襄     |
| 第2話  | 1985年1月18日 | 主水、混浴する                     | 篠崎好   | 八木美津雄 |
| 第3話  | 1985年1月25日 | 加代、ゴリムリンを売る             | 保利吉紀 | 田中徳三   |
| 第4話  | 1985年2月01日 | 主水 家をしめ出される              | 中原朗   | 広瀬襄     |
| 第5話  | 1985年2月08日 | 主水、奉行所の人員整理にあわてる   | 篠崎好   | 松野宏軌   |
| 第6話  | 1985年2月15日 | りつ、減量する                     | 中原朗   | 田中徳三   |
| 第7話  | 1985年2月22日 | 主水、生体解剖に腰を抜かす         | 林千代   | 黒田義之   |
| 第8話  | 1985年3月08日 | 加代、モグラ男夫婦にあてつけられる | 篠崎好   | 松野宏軌   |
| 第9話  | 1985年3月15日 | 主水、キン肉オトコに会う           | 中原朗   | 津島勝     |
| 第10話 | 1985年3月22日 | 主水 ヘソクリを盗まれる            | 篠崎好   | 黒田義之   |
| 第11話 | 1985年3月29日 | 主水、送別会費を全額盗まれる       | 鶉野昭彦 | 田中徳三   |
| 第12話 | 1985年4月19日 | 組紐屋の竜 忍者と闘う              | 保利吉紀 | 松野宏軌   |
| 第13話 | 1985年4月26日 | 主水、ヒヒ退治する                 | 三田純市 | 松野宏軌   |
| 第14話 | 1985年5月03日 | 主水、上役の田中と出張する         | 中原朗   | 家喜俊彦   |
| 第15話 | 1985年5月10日 | 主水、いじめられっ子になる         | 林千代   | 松野宏軌   |
| 第16話 | 1985年5月17日 | 主水、入院する                     | 中原朗   | 松野宏軌   |
| 第17話 | 1985年5月24日 | 加代 子守唄を歌う                  | 林千代   | 家喜俊彦   |
| 第18話 | 1985年5月31日 | 花屋の政 ワル仕事人と闘う          | 保利吉紀 | 松野宏軌   |
| 第19話 | 1985年6月07日 | 加代、天才男と商売する             | 篠崎好   | 松野宏軌   |
| 第20話 | 1985年6月14日 | 主水、田植えする                   | 中原朗   | 家喜俊彦   |
| 第21話 | 1985年6月21日 | 組紐屋の竜 右足を傷める            | 保利吉紀 | 松野宏軌   |
| 第22話 | 1985年6月28日 | 主水、イッキ飲みする               | 林千代   | 黒田義之   |
| 第23話 | 1985年7月05日 | 加代、五千両の金塊を拾う           | 篠崎好   | 松野宏軌   |
| 第24話 | 1985年7月12日 | 花屋の政 雷雨の中で闘う            | 篠崎好   | 松野宏軌   |
| 第25話 | 1985年7月19日 | 主水、源氏と平家に泣かされる       | 三田純市 | 黒田義之   |
| 第26話 | 1985年7月26日 | 主水、下町の玉三郎と出会う         | 保利吉紀 | 松野宏軌   |

## ネット局
※ 途中で打ち切られた局や、しばらくの間放送する他系列ネットの局がある。
| 放送対象地域   | 放送局             | 系列                          | 備考               |
| -------------- | ------------------ | ----------------------------- | ------------------ |
| 近畿広域圏     | 朝日放送           | テレビ朝日系列                | 制作局             |
| 関東広域圏     | テレビ朝日         | テレビ朝日系列                |                    |
| 北海道         | 北海道テレビ       | テレビ朝日系列                |                    |
| 青森県         | 青森放送           | 日本テレビ系列 テレビ朝日系列 |                    |
| 岩手県         | テレビ岩手         | 日本テレビ系列                |                    |
| 宮城県         | 東日本放送         | テレビ朝日系列                |                    |
| 秋田県         | 秋田テレビ         | フジテレビ系列 テレビ朝日系列 |                    |
| 山形県         | 山形放送           | 日本テレビ系列 テレビ朝日系列 |                    |
| 福島県         | 福島放送           | テレビ朝日系列                |                    |
| 新潟県         | 新潟テレビ21       | テレビ朝日系列                |                    |
| 長野県         | テレビ信州         | テレビ朝日系列 日本テレビ系列 |                    |
| 山梨県         | テレビ山梨         | TBS系列                       |                    |
| 富山県         | 富山テレビ         | フジテレビ系列                |                    |
| 石川県         | 北陸放送           | TBS系列                       |                    |
| 福井県         | 福井テレビ         | フジテレビ系列                |                    |
| 静岡県         | 静岡けんみんテレビ | テレビ朝日系列                | 現・静岡朝日テレビ |
| 中京広域圏     | 名古屋テレビ       | テレビ朝日系列                |                    |
| 鳥取県・島根県 | 山陰放送           | TBS系列                       |                    |
| 広島県         | 広島ホームテレビ   | テレビ朝日系列                |                    |
| 山口県         | 山口放送           | 日本テレビ系列 テレビ朝日系列 |                    |
| 徳島県         | 四国放送           | 日本テレビ系列                |                    |
| 香川県・岡山県 | 瀬戸内海放送       | テレビ朝日系列                |                    |
| 愛媛県         | 南海放送           | 日本テレビ系列                |                    |
| 高知県         | テレビ高知         | TBS系列                       |                    |
| 福岡県         | 九州朝日放送       | テレビ朝日系列                |                    |
| 長崎県         | 長崎放送           | TBS系列                       |                    |
| 熊本県         | テレビ熊本         | フジテレビ系列 テレビ朝日系列 |                    |
| 大分県         | 大分放送           | TBS系列                       |                    |
| 宮崎県         | 宮崎放送           | TBS系列                       |                    |
| 鹿児島県       | 鹿児島放送         | テレビ朝日系列                |                    |
| 沖縄県         | 琉球放送           | TBS系列                       |                    |

## 前後番組
| テレビ朝日系 金曜22時台（当時はABCの制作枠）  | テレビ朝日系 金曜22時台（当時はABCの制作枠）  | テレビ朝日系 金曜22時台（当時はABCの制作枠） |
| 前番組                                        | 番組名                                        | 次番組                                       |
| --------------------------------------------- | --------------------------------------------- | -------------------------------------------- |
| 必殺仕切人 （1984年8月31日 - 1984年12月28日） | 必殺仕事人V （1985年1月11日 - 1985年7月26日） | 必殺橋掛人 （1985年8月2日 - 1985年11月8日）  |